# Lovitura de stat din Cipru din 1974
Lovitura de stat din Cipru din 1974 a fost o lovitură de stat militară executată de Garda Națională Cipriotă și orchestrată de dictatura militară din Grecia. La 15 iulie 1974 complotiștii l-au revocat din funcție pe președintele în exercițiu al Ciprului, arhiepiscopul Macarie al III-lea, și l-au instalat pe naționalistul pro-Enosis Nikos Sampson⁠(d). Regimul Sampson a fost descris ca un stat marionetă, al cărui scop final era anexarea insulei de către Grecia; pe termen scurt, complotiștii au proclamat înființarea „Republicii Elene a Ciprului”. Lovitura de stat a fost considerată ilegală de către Națiunile Unite.

## Context
Republica Cipru a fost înființată în 1960 prin acordurile de la Londra și Zürich, iar ciprioții greci și ciprioții turci au fost cele două comunități fondatoare. Cu toate acestea, în urma amendamentelor constituționale propuse de Macarie al III-lea și respinse de ciprioții turci, violența intercomunitară a izbucnit în întreaga insulă, reprezentarea ciprioților turci în guvern s-a încheiat parțial din cauza prevenirii forțate și parțial din cauza retragerii voluntare, iar ciprioții turci au început să trăiască în enclave.
Grecia a stabilit o politică națională de a realiza unirea insulei cu Grecia încă din anii 1950. După 1964, guvernul grec a încercat să controleze politicile lui Macarie și, ca urmare a refuzului său de a se supune Atenei, a încercat să-i destabilizeze guvernul. În timp ce politica greacă a trecut la una mai cooperantă după 1967, când o junta militară extremistă a preluat puterea în Grecia, a sprijinit grupul de extremă dreapta EOKA-B⁠(d) împotriva lui Macarie. Dimitrios Ioannidis⁠(d), liderul de facto al juntei, credea că Macarie nu mai era un adevărat susținător al politicii de unificare și îl suspecta că este un simpatizant comunist. Între 1971 și 1974, guvernul elen a pregătit cinci planuri pentru a răsturna guvernul lui Macarie.

## Lovitura de stat
Lovitura de stat a fost ordonată de Dimitrios Ioannidis, liderul din umbră al juntei grecești, iar ofițerii greci au condus Garda Națională Cipriotă să cucerească Palatul Prezidențial din Nicosia. Clădirea a fost aproape în întregime arsă. Macarie a scăpat de moarte în urma acestui atac. A fugit din palatul prezidențial pe ușa din spate și s-a dus la Paphos, de unde britanicii au reușit să-l recupereze în după-amiaza zilei de 16 iulie și l-au transportat de la Akrotiri în Malta cu un avion de transport al Royal Air Force, iar de acolo la Londra a doua zi dimineață. La 19 iulie, a participat la o reuniune a Consiliului de Securitate al Națiunilor Unite la New York și a ținut un discurs, în care a declarat că Cipru a fost invadat de Grecia.
Regimul nou înființat a fost descris ca un regim marionetă extremist al juntei grecești. Pe 15 iulie, între orele 8 și 9, liderii loviturii și-au proclamat victoria la postul de stat Cyprus Broadcasting Corporation, spunând „Garda națională a intervenit pentru a rezolva situația problematică. [...]. Macarie a murit”. Cu toate acestea, înainte de zborul său, Macarie a anunțat că este în viață printr-o transmisiune privată din Paphos. Noul guvern a cenzurat puternic presa și a oprit tipărirea ziarelor de stânga. Doar ziarele de dreapta Machi, Ethniki și Agon au continuat să publice, iar stilul lor era foarte propagandistic. Sampson nu și-a anunțat în mod deschis intenția de a se uni cu Grecia în zilele care au urmat loviturii de stat, ci s-a concentrat în schimb pe suprimarea oricărui sprijin pentru Macarie și pe propagandă pentru a denigra guvernul său.
Ca răspuns, Rauf Denktaș⁠(d), liderul ciprioților turci, a declarat că crede că evenimentele au avut loc între ciprioții greci și a cerut ca ciprioții turci să nu se implice, precum și ca UNFICYP să ia măsuri ample de securitate pentru ciprioții turci. Garda Națională Cipriotă nu a făcut nicio încercare de a pătrunde în enclavele cipriote turce, dar a efectuat raiduri în casele ciprioților greci și turci deopotrivă în sate mixte pentru a confisca armele. Guvernul turc a adus în atenția UNFICYP pretenții că muniția a fost transportată în Cipru de către Olympic Air. Dacă ciprioții turci au suferit ca rezultat direct al loviturii de stat rămâne controversat, dar Sampson era considerat ca o persoană în care nu se putea avea încredere datorită politicilor sale pro-enoză și rolului „brutal” împotriva ciprioților turci în 1963.
În urma loviturii de stat, junta nou înființată a început o represiune împotriva susținătorilor lui Macarie, rezultând un număr de morți și un „număr semnificativ” de persoane reținute, potrivit lui Frank Hoffmeister. Numărul deceselor din cauza loviturii de stat rămâne o problemă controversată, deoarece Republica Cipru listează decesele cauzate de lovitura de stat printre cei dispăruți din cauza invaziei turce. Potrivit lui Haralambos Athanasopulos, cel puțin 500 de ciprioți greci au fost trecuți pe lista celor 1617 ciprioți greci dispăruți, iar moartea acestora a fost pusă pe seama turcilor și ciprioților turci. Potrivit ziarului Milliyet⁠(d), pe 19 iulie 1974, în Paphos au izbucnit ciocniri violente, și chiar și excluzând Paphos, bilanțul morților din cauza luptelor interne cipriote grecești a fost de aproximativ 300 de civili și 30 de soldați greci, ale căror cadavre au fost aduse la Atena.

## Urmări
Ca răspuns la lovitura de stat, la 20 iulie 1974, Turcia a invadat insula spunând că acțiunea a fost conformă cu Tratatul de Garanție din 1960, luând controlul asupra nordului și împărțind Ciprul de-a lungul a ceea ce a devenit cunoscut sub numele de Linia Verde, tăind aproximativ o treime din teritoriul total. Sampson a demisionat, regimul militar care l-a numit s-a prăbușit, iar Macarie s-a întors. Ciprioții turci au stabilit un guvern independent pentru ceea ce ei au numit Statul Federal Turc al Ciprului (SFTC), cu Rauf Denktaș⁠(d) ca președinte. În 1983, vor proclama Republica Turcă a Ciprului de Nord în partea de nord a insulei, care rămâne un stat de facto.